# Montevideo (departement)
 For alternative betydninger, se Montevideo (flertydig). (Se også artikler, som begynder med Montevideo)
Montevideo er et af de 19 departementer i Uruguay. Departementet består stort set kun af landets hovedstad Montevideo. Det har et areal på 530 kvadratkilometer og et indbyggertal (pr. 2004) på 1.325.968. Dette gør det til det både arealmæssigt mindste og befolkningsmæssigt største departement i landet.
34°53′01″S 56°10′55″V / 34.8836°S 56.1819°V